# وزارت تندرستی و حفظ اجتماعی اهالی
وزارت تندرستی و حفظ اجتماعی اهالی (به تاجیکی: Вазорати тандурустӣ ва ҳифзи иҷтимоии аҳолии) وزارتی است که به مراقبت سلامت و بهداشت در تاجیکستان می‌پردازد. این وزارت در سال ۲۰۰۶ در دوشنبه تأسیس شد.